# Emil Sandström

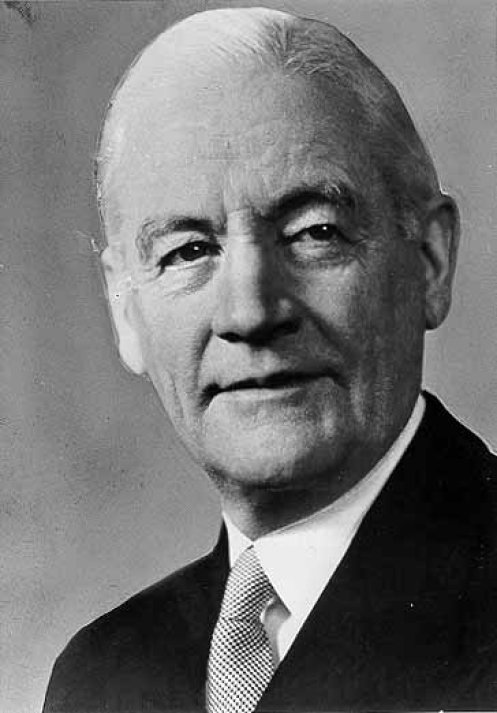
Emil Sandström

Alfred Emil Fredrik Sandström (* 11. Oktober 1886 in Nyköping; † 6. Juli 1962 in Stockholm) war ein schwedischer Jurist, der in ranghohen Positionen als Richter und als Vermittler wirkte.
Emil Sandström war im Laufe seiner Karriere unter anderem Richter am Högsta domstolen, dem Obersten Gericht Schwedens, sowie an den sogenannten Gemischten Gerichtshöfen, die in Ägypten bis 1949 bestanden und der Beilegung von Streitigkeiten zwischen Einheimischen und Ausländern dienten. Darüber hinaus war er am Ständigen Schiedshof in Den Haag tätig. Zu seinen weiteren Aktivitäten zählten verschiedene Missionen als Vermittler auf internationaler Ebene.
Sandström war Repräsentant Schwedens und ab Juni 1947 als Chairman im United Nations Special Committee on Palestine (UNSCOP), einem Sonderausschuss der Vereinten Nationen zur Prüfung der Situation in Palästina im Zuge der Beendigung des britischen Völkerbundsmandats. Er bezeugte persönlich die Rückverschiffung von Holocaust-Überlebenden auf dem Schiff Exodus bei dessen illegalen Ankunft in Haifa, was ihn in seiner Entscheidungsfindung beeinflusste.
Von Folke Bernadotte übernahm er das Amt des Präsidenten des Schwedischen Roten Kreuzes und war von 1950 bis 1959 als Nachfolger von Basil O’Connor Chairman der Liga der Rotkreuz-Gesellschaften, der heutigen Internationalen Föderation der Rotkreuz- und Rothalbmond-Gesellschaften. In dieser Position folgte ihm der Kanadier John Alexander MacAulay.
Im Jahr 1950 wurde Emil Sandström Mitglied des Institut de Droit international (Institut für Völkerrecht).